# Ahfad-universiteit voor Vrouwen
De Ahfad-universiteit voor Vrouwen (Engels: Ahfad University for Women - AUW; Arabisch: جامعة الأحفاد للبنات) is een private universiteit voor vrouwen in de Soedanese stad Omdurman. Het onderwijs wordt gegeven in het Engels.

## Geschiedenis
In 1907 richtte Babiker Badri, een Soedanese soldaat die de Slag van Karari overleefd had, de eerste seculiere Soedanese meisjesschool op in het dorp Rufa'a. In 1955 begon zijn zoon Yousif Badri in Omdurman de Ahfad Girls' Secondary School. Ahfad University College for Women werd in 1966 opgericht op de locatie van de school in Omdurman. Het ministerie van Onderwijs verleende de hogeschool het recht om diploma's uit te reiken na voltooiing van het vierjarige programma en in 1984 werd ze gemachtigd om bachelortitels toe te kennen. In 1995 ondertekende de president van Soedan een decreet om de hogeschool de status van universiteit te geven, waarna de naam gewijzigd werd in Ahfad University for Women.

## Faculteiten
De universiteit bestaat uit zeven faculteiten ("schools"):
- Faculteit Gezondheidswetenschappen
- Faculteit Psychologie en Kleuteronderwijs
- Faculteit Managementstudies
- Faculteit Plattelandsontwikkeling
- Faculteit Geneeskunde
- Faculteit Farmacie
- Faculteit Letteren

Naast de bacheloropleidingen biedt de universiteit zeven master- en  acht doctoraatprogramma's aan.

## Bekende alumni
- Mariam al-Mahdi, Soedanees minister van Buitenlandse Zaken (2021).